# Dinos (Rapper)

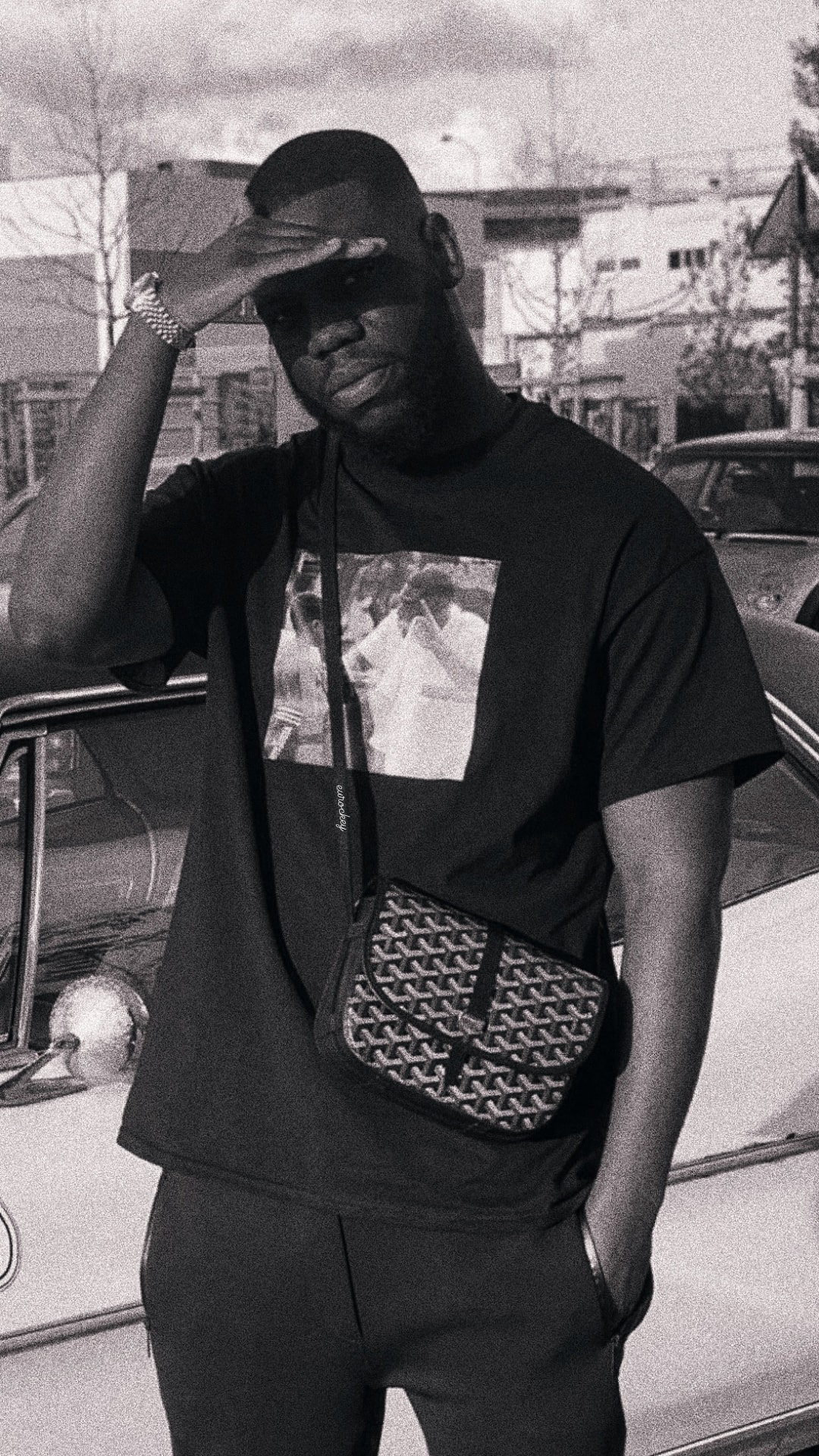
Dinos (2020)

Dinos (* 30. November 1993 in Douala; bürgerlich Jules Jomby) ist ein französischer Rapper.

## Leben
Dinos wurde 1993 in Kamerun geboren. Mit vier Jahren zog seine Familie nach La Courneuve in Frankreich.

## Karriere
2012 begann er erste Rapvideos auf Youtube zu veröffentlichen, damals noch unter dem Namen Dinos Punchlinovic. Durch Lieder wie Thumbs Up und L’Alchimiste wurde das Musiklabel Def Jam France auf ihn aufmerksam und nahm ihn unter Vertrag.
Mit seinem 2018 veröffentlichten Debütalbum Imany erreichte er bereits die französischen Charts.
2020 stieg sein Lied Moins un sort bis auf Platz eins. Diesen Erfolg erzielte er 2022 erneut mit seinem vierten Album Hiver à Paris.

## Diskografie

### Alben
| Jahr | Titel Musiklabel                                        | Höchstplatzierung, Gesamtwochen, AuszeichnungChartplatzierungen (Jahr, Titel, Musiklabel, Platzierungen, Wochen, Auszeichnungen, Anmerkungen) | Höchstplatzierung, Gesamtwochen, AuszeichnungChartplatzierungen (Jahr, Titel, Musiklabel, Platzierungen, Wochen, Auszeichnungen, Anmerkungen) | Höchstplatzierung, Gesamtwochen, AuszeichnungChartplatzierungen (Jahr, Titel, Musiklabel, Platzierungen, Wochen, Auszeichnungen, Anmerkungen) | Anmerkungen                             | [↑]: gemeinsam behandelt mit vorhergehendem Eintrag; [←]: in beiden Charts platziert |
| Jahr | Titel Musiklabel                                        | FR | BEW | CH | Anmerkungen                             |                                                                                      |
| ---- | ------------------------------------------------------- | --- | --- | --- | --------------------------------------- | ------------------------------------------------------------------------------------ |
| 2018 | Imany Spktaqlr / Because Music                          | FR24 Gold · (29 Wo.)FR | BEW65 (3 Wo.)BEW | — | Erstveröffentlichung: 27. April 2018    |                                                                                      |
| 2019 | Taciturne Spktaqlr                                      | FR16 Platin · (127 Wo.)FR | BEW20 (38 Wo.)BEW | CH62 (1 Wo.)CH | Erstveröffentlichung: 24. Januar 2019   |                                                                                      |
| 2020 | Taciturne, les inachevés Spktaqlr[FR: ↑][BEW: ↑][CH: ↑] | FR16 Platin · (127 Wo.)FR | BEW20 (38 Wo.)BEW | CH62 (1 Wo.)CH | Erstveröffentlichung: 10. April 2020    |                                                                                      |
| 2020 | Stamina, Spktaqlr                                       | FR2 ×2Doppelplatin · (… Wo.)FR | BEW3 (109 Wo.)BEW | CH10 (7 Wo.)CH | Erstveröffentlichung: 26. November 2020 |                                                                                      |
| 2021 | Stamina, Memento Spktaqlr[FR: ↑][BEW: ↑][CH: ↑]         | FR2 ×2Doppelplatin · (… Wo.)FR | BEW3 (109 Wo.)BEW | CH10 (7 Wo.)CH | Erstveröffentlichung: 1. Juli 2021      |                                                                                      |
| 2022 | Hiver à Paris Spktaqlr                                  | FR1 Platin · (69 Wo.)FR | BEW2 (55 Wo.)BEW | CH6 (4 Wo.)CH | Erstveröffentlichung: 26. November 2022 |                                                                                      |
| 2024 | Kintsugi Spktaqlr                                       | FR2 Gold · (… Wo.)FR | BEW10 (12 Wo.)BEW | CH10 (2 Wo.)CH | Erstveröffentlichung: 29. November 2024 |                                                                                      |

### EPs
- 2022: Aquanaute
- 2022: Sea Dweller

### Singles
| Jahr | Titel Album                                     | Höchstplatzierung, Gesamtwochen, AuszeichnungChartplatzierungen (Jahr, Titel, Album, Platzierungen, Wochen, Auszeichnungen, Anmerkungen) | Höchstplatzierung, Gesamtwochen, AuszeichnungChartplatzierungen (Jahr, Titel, Album, Platzierungen, Wochen, Auszeichnungen, Anmerkungen) | Höchstplatzierung, Gesamtwochen, AuszeichnungChartplatzierungen (Jahr, Titel, Album, Platzierungen, Wochen, Auszeichnungen, Anmerkungen) | Anmerkungen                                          |
| Jahr | Titel Album                                     | FR | BEW | CH | Anmerkungen                                          |
| --- | ----------------------------------------------- | --- | --- | --- | ---------------------------------------------------- |
| 2018 | Placebo Imany                                   | FR109 Diamant · (66 Wo.)FR | — | — | Erstveröffentlichung: 7. Dezember 2018               |
| 2019 | XNXX Taciturne                                  | FR128 Gold · (1 Wo.)FR | — | — | Erstveröffentlichung: 3. Oktober 2019                |
| 2019 | Oskur Taciturne                                 | FR183 (1 Wo.)FR | — | — | Erstveröffentlichung: 21. November 2019              |
| 2021 | Du mal à te dire Stamina, Memento               | FR16 Diamant · (22 Wo.)FR | — | — | Erstveröffentlichung: 15. Juni 2021 feat. Damso      |
| 2022 | Mojave Ghost –                                  | FR157 (1 Wo.)FR | — | — | Erstveröffentlichung: 25. Oktober 2022               |
| 2023 | Burn Out – Creed III –                          | FR146 (2 Wo.)FR | — | — | Erstveröffentlichung: 23. Februar 2023               |
| 2024 | Stacks Kintsugi                                 | FR114 (1 Wo.)FR | — | — | Erstveröffentlichung: 22. November 2024 feat. Zed    |
| 2025 | Performante Kintsugi                            | FR66 (3 Wo.)FR | — | — | Erstveröffentlichung: 26. Februar 2025 feat. Werenoi |
| Folgende Lieder erschienen nicht als Single, wurden aber durch das Album zum Download und Streaming bereitgestellt und konnten somit eine Platzierung erlangen: |                                                 | | | |                                                      |
| |                                                 | | | |                                                      |
| 2018 | Drive By 93 Empire                              | FR103 (2 Wo.)FR | — | — | mit Sadek & Ixzo                                     |
| 2018 | Viens dans mon 93 93 Empire                     | FR159 (1 Wo.)FR | — | — | mit Hornet La Frappe & Sofiane                       |
| 2020 | Inachevé Taciturne, les inachevés               | FR187 (1 Wo.)FR | — | — |                                                      |
| 2020 | Moins un Stamina,                               | FR1 Platin · (12 Wo.)FR | BEW27 (2 Wo.)BEW | CH49 (1 Wo.)CH | feat. Nekfeu                                         |
| 2020 | Paranoïaque Stamina,                            | FR9 Gold · (3 Wo.)FR | — | — |                                                      |
| 2020 | Prends soin de toi Stamina,                     | FR10 (3 Wo.)FR | — | — |                                                      |
| 2020 | Diptyque Stamina,                               | FR11 Gold · (3 Wo.)FR | — | — |                                                      |
| 2020 | Maman m’aime Stamina,                           | FR12 (3 Wo.)FR | — | — | feat. Da Uzi                                         |
| 2020 | Je Wanda Stamina,                               | FR13 Gold · (3 Wo.)FR | — | — | feat. Tayc                                           |
| 2020 | 93 mesures Stamina,                             | FR14 Platin · (3 Wo.)FR | — | — |                                                      |
| 2020 | Demain n’existe plus Stamina,                   | FR19 Gold · (3 Wo.)FR | — | — |                                                      |
| 2020 | Césaire Stamina,                                | FR23 (2 Wo.)FR | — | — |                                                      |
| 2020 | Ciel pleure Stamina,                            | FR24 Gold · (2 Wo.)FR | — | — | feat. Laylow                                         |
| 2020 | Le nord se souvient Stamina,                    | FR29 (2 Wo.)FR | — | — | feat. Leto                                           |
| 2020 | Judas Stamina,                                  | FR31 (2 Wo.)FR | — | — | feat. Zefor & Zikxo                                  |
| 2020 | Madone Stamina,                                 | FR39 (2 Wo.)FR | — | — |                                                      |
| 2020 | Corbillard Stamina,                             | FR47 (1 Wo.)FR | — | — |                                                      |
| 2021 | No Love Taciturne                               | FR164 Diamant · (8 Wo.)FR | — | — | feat. Marie Plassard                                 |
| 2021 | El pichichi Stamina, Memento                    | FR85 (1 Wo.)FR | — | — |                                                      |
| 2021 | Prends mes lovés Stamina, Memento               | FR88 (1 Wo.)FR | — | — | feat. Tiakola                                        |
| 2021 | 5711 Stamina, Memento                           | FR95 (1 Wo.)FR | — | — |                                                      |
| 2021 | FMR Stamina, Memento                            | FR98 (1 Wo.)FR | — | — |                                                      |
| 2021 | Future ex Stamina, Memento                      | FR109 (1 Wo.)FR | — | — |                                                      |
| 2021 | Tulum Stamina, Memento                          | FR125 (1 Wo.)FR | — | — |                                                      |
| 2021 | Memento Interlude Stamina, Memento              | FR155 (1 Wo.)FR | — | — | feat. Charlotte Cardin                               |
| 2021 | Surcoté Stamina, Memento                        | FR161 (1 Wo.)FR | — | — |                                                      |
| 2021 | Serpentaire Stamina, Memento                    | FR168 (1 Wo.)FR | — | — | feat. Lossapardo                                     |
| 2021 | Walther PP Stamina, Memento                     | FR169 (1 Wo.)FR | — | — | feat. Benjamin Epps                                  |
| 2022 | Deïdo Aquanaute                                 | FR116 (2 Wo.)FR | — | — |                                                      |
| 2022 | Hamsterdam Aquanaute                            | FR193 (1 Wo.)FR | — | — |                                                      |
| 2022 | Amaru Sea Dweller                               | FR82 (2 Wo.)FR | — | — |                                                      |
| 2022 | Chrome Hearts Hiver à Paris                     | FR3 Gold · (4 Wo.)FR | — | — | feat. Hamza                                          |
| 2022 | Portes suicide Hiver à Paris                    | FR5 (3 Wo.)FR | — | — | feat. Ninho                                          |
| 2022 | Ma baby Hiver à Paris                           | FR9 (3 Wo.)FR | — | — | feat. Sch                                            |
| 2022 | Pichichi Anderson Hiver à Paris                 | FR10 (3 Wo.)FR | — | — | feat. Laylow                                         |
| 2022 | L’univers ne nous voit pas danser Hiver à Paris | FR13 (3 Wo.)FR | — | — | feat. Akhenaton                                      |
| 2022 | AMG Performance Hiver à Paris                   | FR18 (2 Wo.)FR | — | — | feat. Lossapardo                                     |
| 2022 | Modus Vivendi Hiver à Paris                     | FR22 (2 Wo.)FR | — | — |                                                      |
| 2022 | Simyaci Hiver à Paris                           | FR23 (2 Wo.)FR | — | — |                                                      |
| 2022 | Quatre saisons Hiver à Paris                    | FR25 (2 Wo.)FR | — | — |                                                      |
| 2022 | Par amour Hiver à Paris                         | FR30 (2 Wo.)FR | — | — |                                                      |
| 2022 | Rouge drama Hiver à Paris                       | FR37 (2 Wo.)FR | — | — |                                                      |
| 2022 | Ctrl + V Hiver à Paris                          | FR39 (2 Wo.)FR | — | — |                                                      |
| 2022 | Solitaire 1895 Hiver à Paris                    | FR43 (2 Wo.)FR | — | — |                                                      |
| 2022 | Rue de Sèvres Hiver à Paris                     | FR45 (1 Wo.)FR | — | — |                                                      |
| 2022 | Future Nostalgia Hiver à Paris                  | FR52 (1 Wo.)FR | — | — | feat. Lous and the Yakuza                            |
| 2022 | Triste anniversaire Hiver à Paris               | FR55 (1 Wo.)FR | — | — | feat. Laylow                                         |
| 2022 | Rive droite Hiver à Paris                       | FR58 (1 Wo.)FR | — | — |                                                      |
| 2022 | Rive gauche Hiver à Paris                       | FR69 (1 Wo.)FR | — | — |                                                      |
| 2022 | Aquarius Hiver à Paris                          | FR71 (1 Wo.)FR | — | — |                                                      |
| 2022 | ADN Hiver à Paris                               | FR73 (1 Wo.)FR | — | — |                                                      |
| 2022 | Interlude Hiver à Paris                         | FR77 (1 Wo.)FR | — | — |                                                      |
| 2024 | Miss Lily’s Kintsugi                            | FR41 Gold · (29 Wo.)FR | — | — | feat. Hamza                                          |
| 2024 | D Block Afrique Kintsugi                        | FR48 (3 Wo.)FR | — | — | feat. Jolagreen23 & La Mano 1.9                      |
| 2024 | Chelsea Kintsugi                                | FR59 (2 Wo.)FR | — | — | feat. Josman                                         |
| 2024 | Gaùcho Kintsugi                                 | FR62 (2 Wo.)FR | — | — | feat. Tiakola                                        |
| 2024 | Noir fluo Kintsugi                              | FR150 (1 Wo.)FR | — | — |                                                      |
| 2024 | Girls Don’t Cry Kintsugi                        | FR178 (1 Wo.)FR | — | — | feat. Rimon                                          |
| 2024 | Signe de feu Kintsugi                           | FR188 (1 Wo.)FR | — | — |                                                      |

Weitere Lieder
- 2018: Helsinki (FR: Diamant)
- 2018: Les pleurs du mal (FR: Gold)
- 2019: Arob@se (FR: Gold)
- 2020: Courjacking (FR: Gold)

### Gastbeiträge
| Jahr | Titel Album                          | Höchstplatzierung, Gesamtwochen, AuszeichnungChartplatzierungen (Jahr, Titel, Album, Platzierungen, Wochen, Auszeichnungen, Anmerkungen) | Höchstplatzierung, Gesamtwochen, AuszeichnungChartplatzierungen (Jahr, Titel, Album, Platzierungen, Wochen, Auszeichnungen, Anmerkungen) | Höchstplatzierung, Gesamtwochen, AuszeichnungChartplatzierungen (Jahr, Titel, Album, Platzierungen, Wochen, Auszeichnungen, Anmerkungen) | Anmerkungen                                                       |
| Jahr | Titel Album                          | FR | BEW | CH | Anmerkungen                                                       |
| --- | ------------------------------------ | --- | --- | --- | ----------------------------------------------------------------- |
| 2021 | Kash Neptune terminus                | FR96 (1 Wo.)FR | — | — | Erstveröffentlichung: 19. März 2021 Youssoupha feat. Lefa & Dinos |
| 2021 | DM Anarchiste                        | FR156 (1 Wo.)FR | — | — | Erstveröffentlichung: 19. Mai 2021 Bolémvn feat. Dinos            |
| 2022 | À l’aube                             | FR108 (2 Wo.)FR | — | — | Erstveröffentlichung: 12. Mai 2022 Soso Maness feat. Dinos        |
| 2025 | La pluie Aura                        | FR24 Gold · (17 Wo.)FR | — | — | Erstveröffentlichung: 21. Februar 2025 Franglish feat. Dinos      |
| Folgende Lieder erschienen nicht als Single, wurden aber durch das Album zum Download und Streaming bereitgestellt und konnten somit eine Platzierung erlangen: |                                      | | | |                                                                   |
| |                                      | | | |                                                                   |
| 2021 | Number Toxic                         | FR105 (1 Wo.)FR | — | — | Kaza feat. Dinos                                                  |
| 2022 | Athena Etoile Noire 2.0 : ZLM        | FR163 (1 Wo.)FR | — | — | Luv Resval feat. Dinos                                            |
| 2022 | Demain j’arrête Trop tôt pour mourir | FR130 (1 Wo.)FR | — | — | Dosseh feat. Dinos                                                |
| 2025 | Tise & Ken En attendant paphos       | FR183 (… Wo.)FR | — | — | Vacra feat. Dinos                                                 |